# 23450 Birkenstock
23450 Birkenstock este un asteroid din centura principală de asteroizi.

## Descriere
23450 Birkenstock este un asteroid din centura principală de asteroizi. A fost descoperit pe 13 februarie 1988 la Observatorul La Silla de Eric Walter Elst. Asteroidul prezintă o orbită caracterizată de o semiaxă mare de 2,17 ua, o excentricitate de 0,08 și o înclinație de 6,7° în raport cu ecliptica.